# Operace Gummit
Operace Gummit byl krycí název pro výsadek vyslaný během druhé světové války z italského Bari na území okupovaného Rakouska. Výsadek byl organizován Československou vojenskou misí pro Jugoslávii a Balkán dočasně sídlící v Itálii.

## Složení a úkoly
Výsadek tvořil št. kpt. Josef Pojar (hodnost mu byla dočasně propůjčena v zájmu hodnostní prestiže). Jeho úkolem byla zpravodajská činnost ve Vídni. Měl získávat a předávat vojenské informace o síle a rozmístění německých jednotek v Rakousku a o umístění objektů strategického významu. K dalším úkolům patřilo navázání spojení s Prahou a Slovenskem.

## Činnost
Do Vídně se Pojar dostával přes okupovanou Jugoslávii. Na partyzánském polním letišti 60 km východně od Seniče vystoupil 23. července 1944 po půlnoci. Zde Pojar zjistil, že v letounu se nenachází jeho zásobník s jídlem a spojovým materiálem. Přesto krátce nato vyrazil v doprovodu čety Titových partyzánů a svého styčného důstojníka, mjr. Witfielda směrem na Rakousko. Pokus o přechod hranice nevyšel, četa byla při boji vytlačena německou pohraniční jednotkou. O dva dny se Pojar s partyzány pokusili o přechod znovu a na stejném místě, což se jim tentokrát povedlo. Po dohodě s další partyzánskou jednotkou byl přepraven do obce Paška Vas, odkud již v civilu 22. srpna (v kněžské sutaně, neboť původně byl knězem) vyjel vlakem přes Celje, Maribor a Štýrský Hradec do Vídně.
Ve Vídni nastaly komplikace, když musel na policejním ředitelství při přihlašování se zdůvodnit své dřívější odhlášení se. To se mu podařilo díky známé pracující na tomto úřadě. Poté okamžitě kontaktoval své dřívější spolupracovníky z řad českých krajanů, s jejichž pomocí začal budovat ilegální organizaci. Ta pracovala podle všech zásad konspirace, dělila se na buňky, jejíž příslušníci se navzájem neznali. Členové této organizace získávali zprávy o síle, rozmístění a pohybech německých jednotek, o budování obranných postavení kolem Vídně. Mimo jiné také předali jako informace plány podzemního muničního skladiště v Lambachu či situační zprávu o naftových polích v Neusiedl-Zistersdorf.
Získané informace Pojar se svými spolupracovníky psal neviditelným inkousem na stránky časopisů či knih. Ty potom slovinský obchodník Viktor Dolinček převážel k jugoslávským partyzánům a přes styčného důstojníka mjr. Witfielda byly předávány čs. misi v Itálii. Tímto způsobem bylo předáno celkem 15 obsáhlých zpráv.
Další úkoly, tj. navázání spojení s Prahou a Slovenskem se Pojarovi (ne vlastní vinou) nepodařilo splnit. Avizovaná vysílačka ze Slovinska nebyla dodána a s radistou na Slovensku se také nepodařilo navázat spojení.
Pojarova skupina pracovala 5 měsíců, než byl 18. prosince 1944 zatčen gestapem Dolinček, jehož časté cesty do partyzánských oblastí byly podezřelé. Pojar s dalšími 17 spolupracovníky byli zatčeni 21. prosince. Tři z těchto spolupracovníků na jaře 1945 zahynuli v koncentračním táboře Mauthausen. Pojara 7. dubna 1945 osvobodila z vídeňského vězení Rudá armáda. Ten však okamžitě přešel do ještě Němci obsazeného XX. okresu, kde prováděl drobné sabotáže až do kapitulace německých jednotek 13. dubna 1945.